# 旭川駅

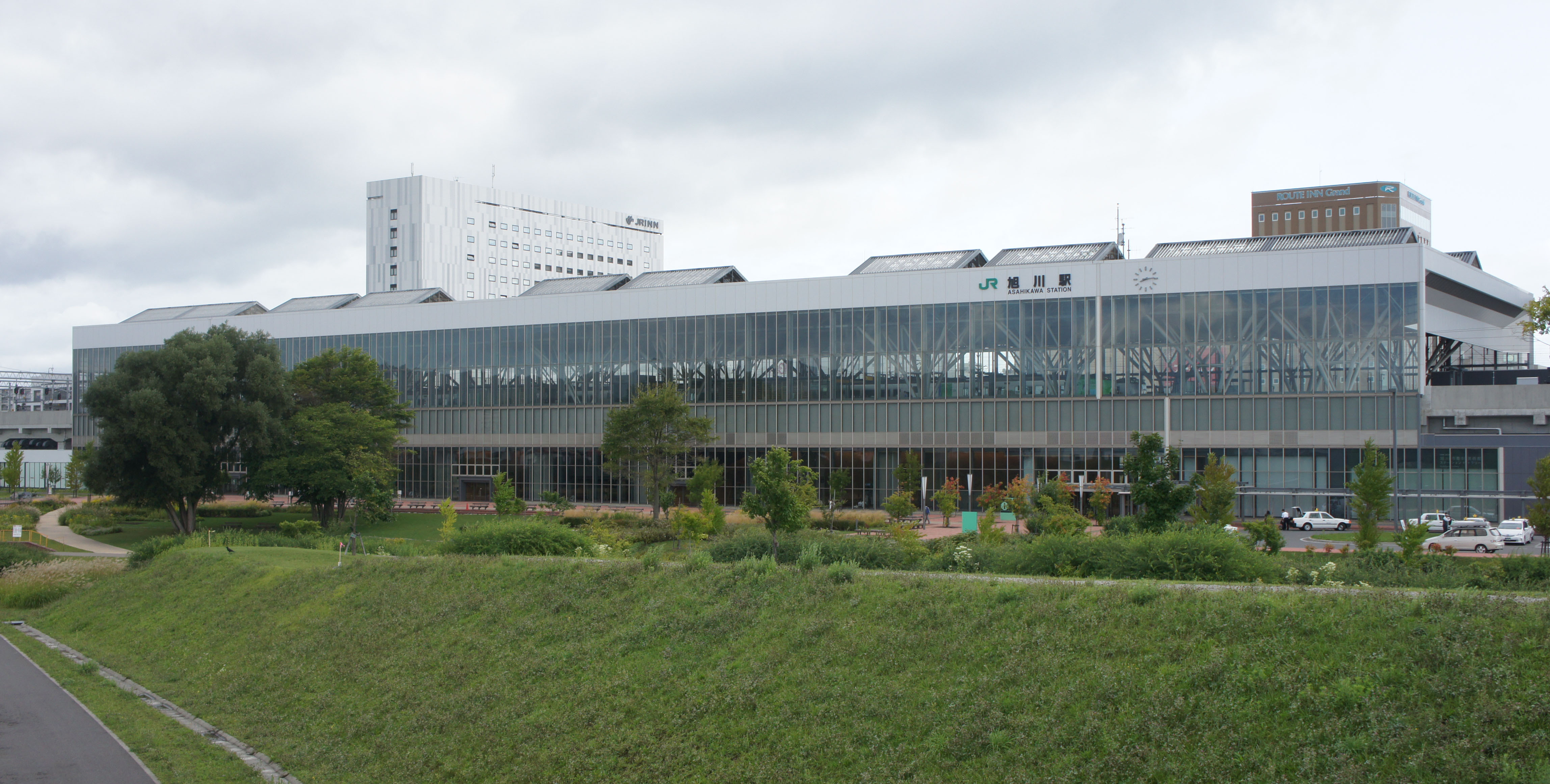
南口（2017年8月）

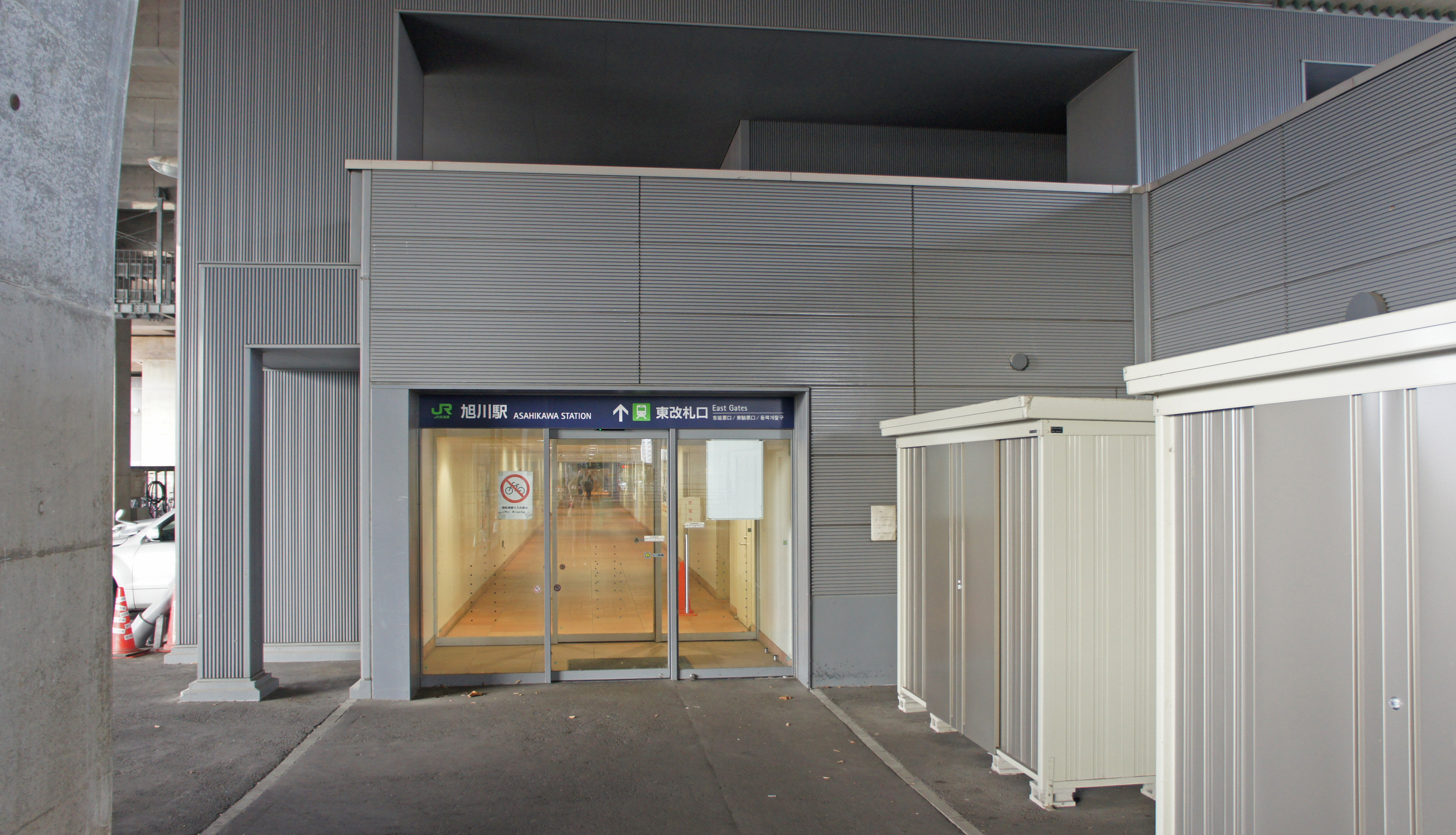
東口（2019年10月）

旭川駅（あさひかわえき）は、北海道旭川市宮下通8丁目に所在する、北海道旅客鉄道（JR北海道）の駅である。駅番号はA28。
旭川市の代表駅かつ旅客列車が客扱いをする日本最北端の有人（直営）の高架駅である。当駅を終点とし所属線である函館本線のほか、起点とする宗谷本線・富良野線、新旭川駅を線路名称上の起点としているが全ての列車が宗谷本線経由で当駅まで直通する石北本線の、4路線の営業上の実質的な接続駅となっている。

## 概要
旭川運転所が「旭川鉄道高架事業」で北旭川駅付近に移転したため、宗谷本線は本駅から旭川運転所分岐点までの区間のみ複線交流電化されている。ただし宗谷本線・石北本線の営業列車は全て気動車であり、電車の運転は入出庫の回送車のみである。
2011年（平成23年）に完成した現在の駅舎は数多くの建築賞を受賞しており、設計者の内藤廣は「これだけの空間密度を持った駅舎は、世界的にみても例がない」と述べている。
事務管理コードは▲120108。

## 主要列車
本駅に発着する特急列車は、札幌 - 旭川間の都市間輸送に特化した特急「カムイ」・「ライラック」、札幌から石北本線経由で網走駅まで運行する特急「オホーツク」、宗谷本線経由で稚内駅まで運行する特急「宗谷」がある。また週末を中心に「ライラック旭山動物園号」も運行している。
当駅発の特急列車には稚内まで運行する特急「サロベツ」があり、また「ライラック」に相互接続している。
また上記の特急を補完するため、石北本線には特別快速「大雪」、快速「きたみ」宗谷本線には快速「なよろ」が運行されている他、富良野線には夏季を中心に臨時列車「富良野・美瑛ノロッコ号」が運行されている。
なお、当駅にかかる運賃・料金計算の特例として、新旭川駅を通過する列車に乗車し宗谷本線・石北本線を乗り継ぐ場合の新旭川駅 - 当駅間の区間外乗車の特例、函館本線の特急列車と宗谷本線・石北本線の特急列車を当駅で乗り継ぐ場合、当駅で改札を出ず乗り継ぐ場合に限り特急料金を通しで計算する特例がある。

## 歴史
- 1898年（明治31年）
  - 5月10日：北海道官設鉄道旭川機関庫設置。
  - 7月16日：北海道官設鉄道上川線の駅として開業[1]。木造駅舎。一般駅[1]。当時の読みは「あさひかわ」[1]。旭川工場設置。
  - 8月12日：北海道官設鉄道天塩線（現在の宗谷本線）開業[14]。
- 1899年（明治32年）9月1日：北海道官設鉄道十勝線（現在の富良野線）開業[15]。
- 1904年（明治37年）：駅舎改築。
- 1905年（明治38年）4月1日：鉄道作業局に移管[1]。読みを「あさひがわ」に変更[1]。
- 1909年（明治42年）
  - 7月1日：旭川検車所設置。
  - 10月12日：線路名称制定により函館本線所属となる。
  - 12月18日：神谷酒造（後の合同酒精、現・オエノンホールディングス）旭川工場専用線0.7 km運用開始。
- 1913年（大正2年）
  - 6月2日：旭川機関庫設置（北海道鉄道管理局の事務上制定）。
  - 月日不詳：2代目駅舎竣工。
- 1930年（昭和5年）5月15日：旭川市街軌道の路面電車が駅前に乗り入れ。
- 1936年（昭和11年）
  - 9月26日：昭和天皇の北海道巡幸。室蘭駅発 - 旭川駅着のお召し列車が運行[16]。
  - 9月27日：旭川駅発 - 釧路駅着のお召し列車が運行。
- 1949年（昭和24年）6月1日：公共企業体である日本国有鉄道（国鉄）に移管。
- 1950年（昭和25年）2月1日：旭川客貨車区設置。
- 1956年（昭和31年）6月9日：旭川市街軌道廃止。
- 1957年（昭和32年）12月1日：この年まで跨線橋が使用されていたが、新たに地下通路が完成。
- 1960年（昭和35年）6月30日：3代目駅舎竣工（地下1階地上2階建て）。地下に旭川ステーションデパートを持つ民衆駅となる。
- 1966年（昭和41年）12月15日：みどりの窓口設置[17]。
- 1973年（昭和48年）11月15日：北海道新幹線の終点が旭川市に変更され、札幌 - 旭川間が全国新幹線鉄道整備法に基づく基本計画線に制定。
- 1979年（昭和54年）6月：北海道内の駅で初めて窓口に印刷発行機が5台設置。
- 1982年（昭和57年）10月：旭川エスタ・旭川ターミナルホテル開業[新聞 1]。
- 1986年（昭和61年）11月1日：貨物・荷物取扱廃止[1]。
- 1987年（昭和62年）4月1日：国鉄分割民営化により、北海道旅客鉄道（JR北海道）の駅となる[1]。
- 1988年（昭和63年）3月13日：読みを「あさひかわ」に再変更[1][18]。
- 1998年（平成10年）10月28日：旭川鉄道高架工事に着手[新聞 2]。
- 1999年（平成11年）12月18日：自動改札機を設置し、供用開始[19]。
- 2003年（平成15年）8月31日：旭川運転所が本駅構内から北旭川駅構内へ移転。
- 2004年（平成16年）4月30日：旭川ステーションデパート閉店[20]。
- 2006年（平成18年）3月18日：ダイヤ改正により夜行特急列車が季節臨時化されたため、窓口営業時間を短縮。
- 2008年（平成20年）3月16日：夜行の特急「オホーツク」最終運転。本駅を経由する夜行列車が設定されなくなる。
- 2010年（平成22年）10月10日：本駅を中心に約3.5 kmが高架化。旧駅舎から約70 m南に造られた4代目駅舎が一次開業[7][JR北 2][JR北 3]、仮使用開始。
- 2011年（平成23年）
  - 4月1日：氷点橋開通に伴い、永隆橋通に直結する出入口と東コンコースへの通路が完成。
  - 11月23日：4代目駅舎全面開業[5][JR北 4][JR北 5]。
- 2012年（平成24年）
  - 4月21日：中原悌二郎記念旭川市彫刻美術館ステーションギャラリー開設[21]。
  - 7月31日：旭川エスタ閉店[22][JR北 6]。
  - 9月30日：旭川ステーションホテル閉店[新聞 1]。
- 2014年（平成26年）7月：北彩都あさひかわ完成記念事業[23]。
- 2015年（平成27年）
  - 3月27日：イオンモール旭川駅前開業[報道 2][JR北 7]。
  - 4月16日：JRイン旭川オープン[JR北 7][JR北 8]。
  - 7月31日：あさひかわ北彩都ガーデングランドオープン[24][25]。
- 2019年（平成31年）
  - 2月28日：3・4番線ホームのキヨスクが閉店。
  - 4月1日：3・4番線ホームのキヨスクの後継にセブン自販機が開店。
- 2021年（令和3年）2月28日：ツインクルプラザ旭川支店が閉店[JR北 9][JR北 10][注 1]。
- 2022年（令和4年）3月：話せる券売機を導入[JR北 12]。

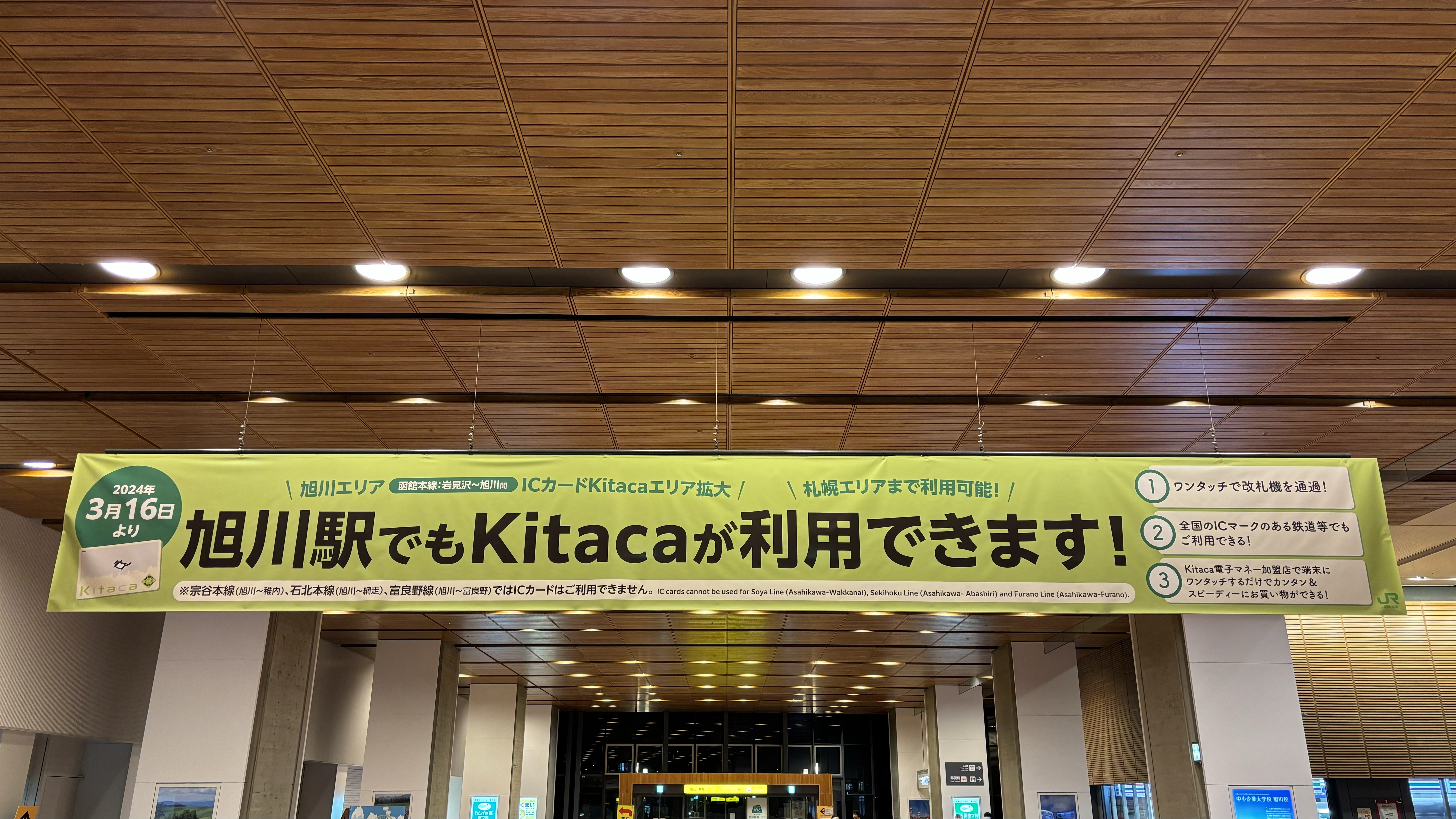
2024年3月16日から当駅がKitacaの利用可能エリアに含まれることを告知する横断幕（1階コンコース、2024年3月13日）

- 2024年（令和6年）3月16日：函館本線でICカード「Kitaca」の利用が可能となる[JR北 13][JR北 14][JR北 15]。交通系ICが利用できる最東駅となる。

## 駅構造

### ホーム
南側より、島式ホーム3面6線（1 - 6番線）、単式ホーム1面1線（7番線）、計4面7線のホームを持つ高架駅。構造上、富良野線は1 - 3番線に発着が限られる。
1・2番ホームおよびその延長線上の高架スラブと5・6番ホームには樹木のように枝分かれした四叉柱がそれぞれ10基ずつ計20基設置されており、ホームを覆う大屋根（全長180 m、幅60 m、高架スラブからの高さ12.5 m）を支えている。四叉柱の真上には天窓がある。1・2番ホームは大屋根より短く、3・4番および5・6番ホームはややはみ出ている。駅舎部分を含めた外壁はガラスカーテンウォールで、ホームから忠別川や大雪山連峰・あさひかわ北彩都ガーデンを見渡せる。3・4番ホームにはセブン自販機があり、3 - 6番ホームには特急乗車口案内装置がある。PRC付帯の自動閉塞区間であるため、運行状況を含めた発着案内の自動放送が行われる。

#### のりば
| のりば | 路線      | 行先               |
| ------ | --------- | ------------------ |
| 1 - 3  | ■富良野線 | 富良野方面         |
| 1 - 7  | ■函館本線 | 札幌・石狩沼田方面 |
| 1 - 7  | ■石北本線 | 網走方面           |
| 1 - 7  | ■宗谷本線 | 稚内方面           |

（出典：JR北海道 駅の情報検索）
高架化以前は函館本線や宗谷本線と富良野線を直通運転することができなかったが、現在は近文駅方面と富良野線の直通運転が可能になっている。開業日の10月10日と翌11日には臨時列車が運転され、近文駅から富良野線への直通運転が行われたが、定期列車で直通運転の設定はない。
当駅到着後に折り返し運用が設定されている列車が主に使用する留置線が旭川四条駅側に2本設けられており、主として普通列車等が使用する。

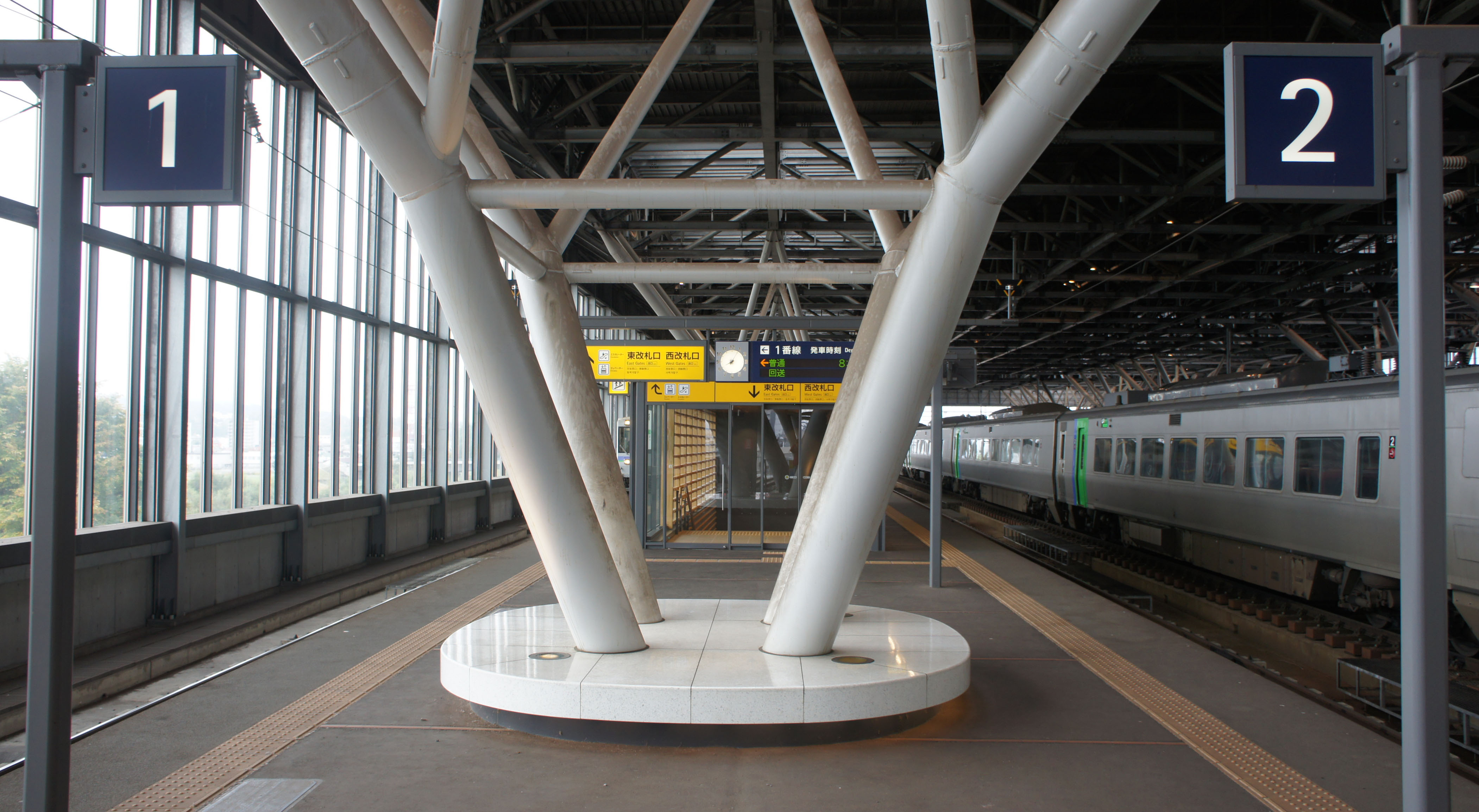
1・2番線ホーム
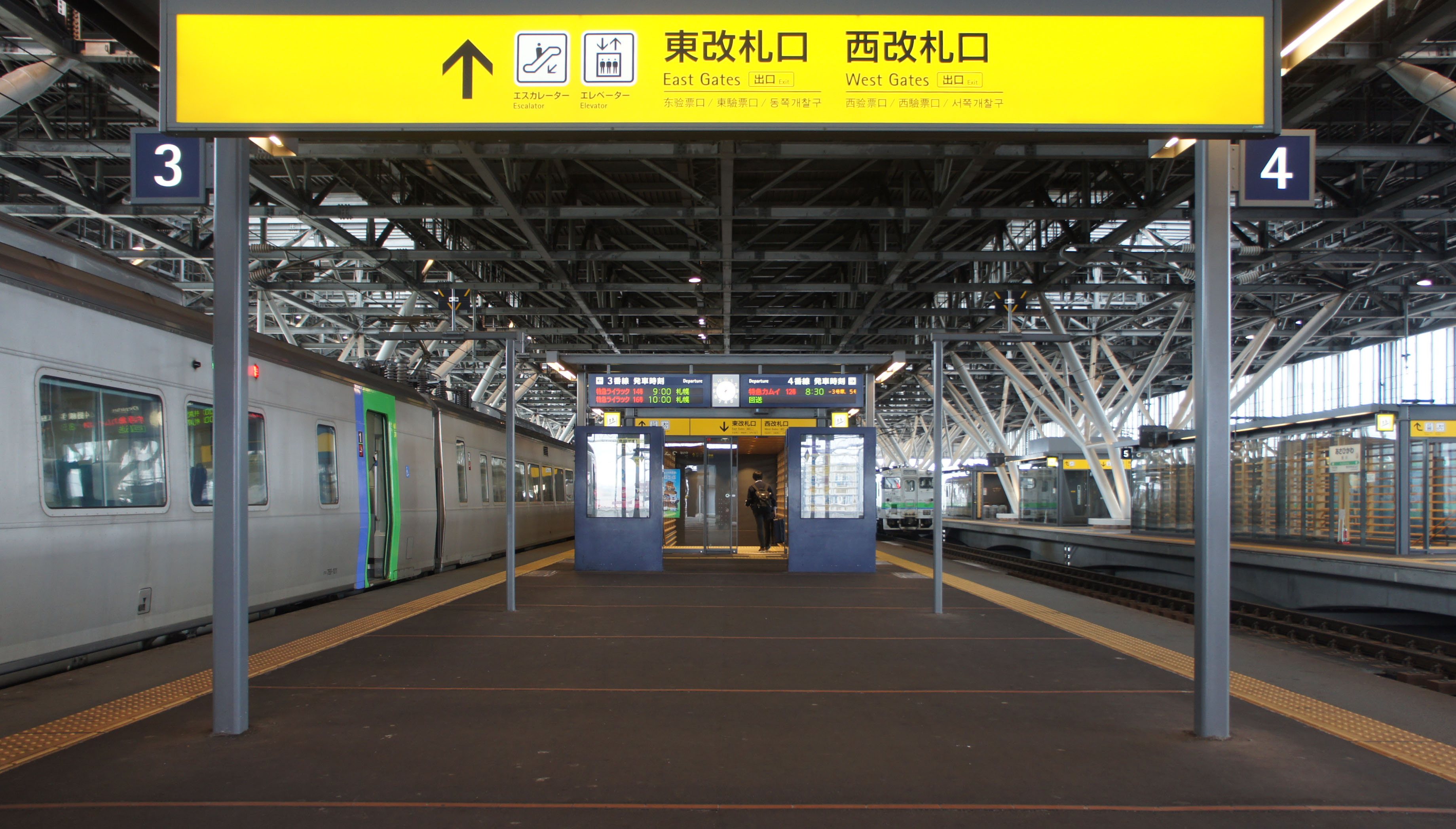
3・4番線ホーム
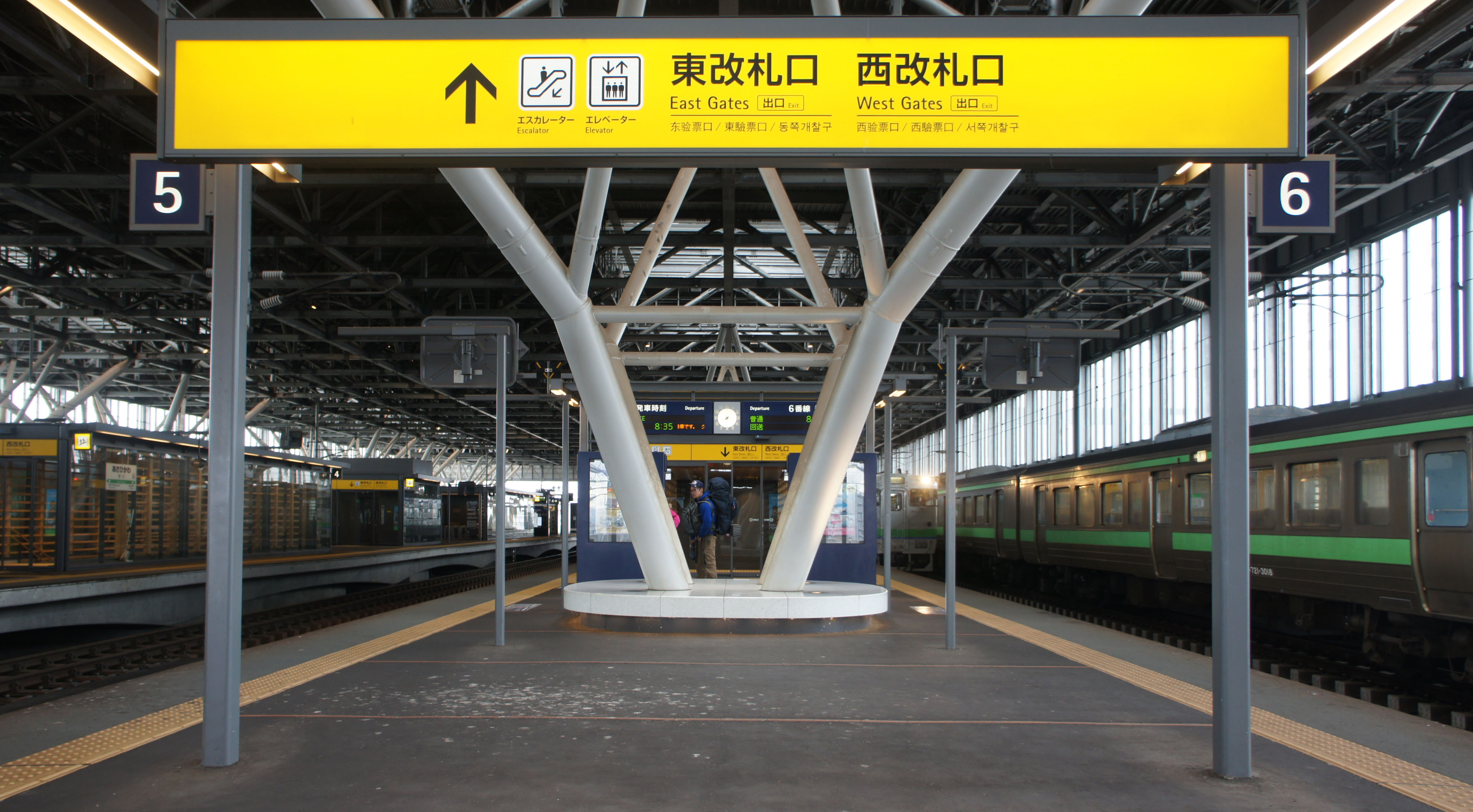
5・6番線ホーム
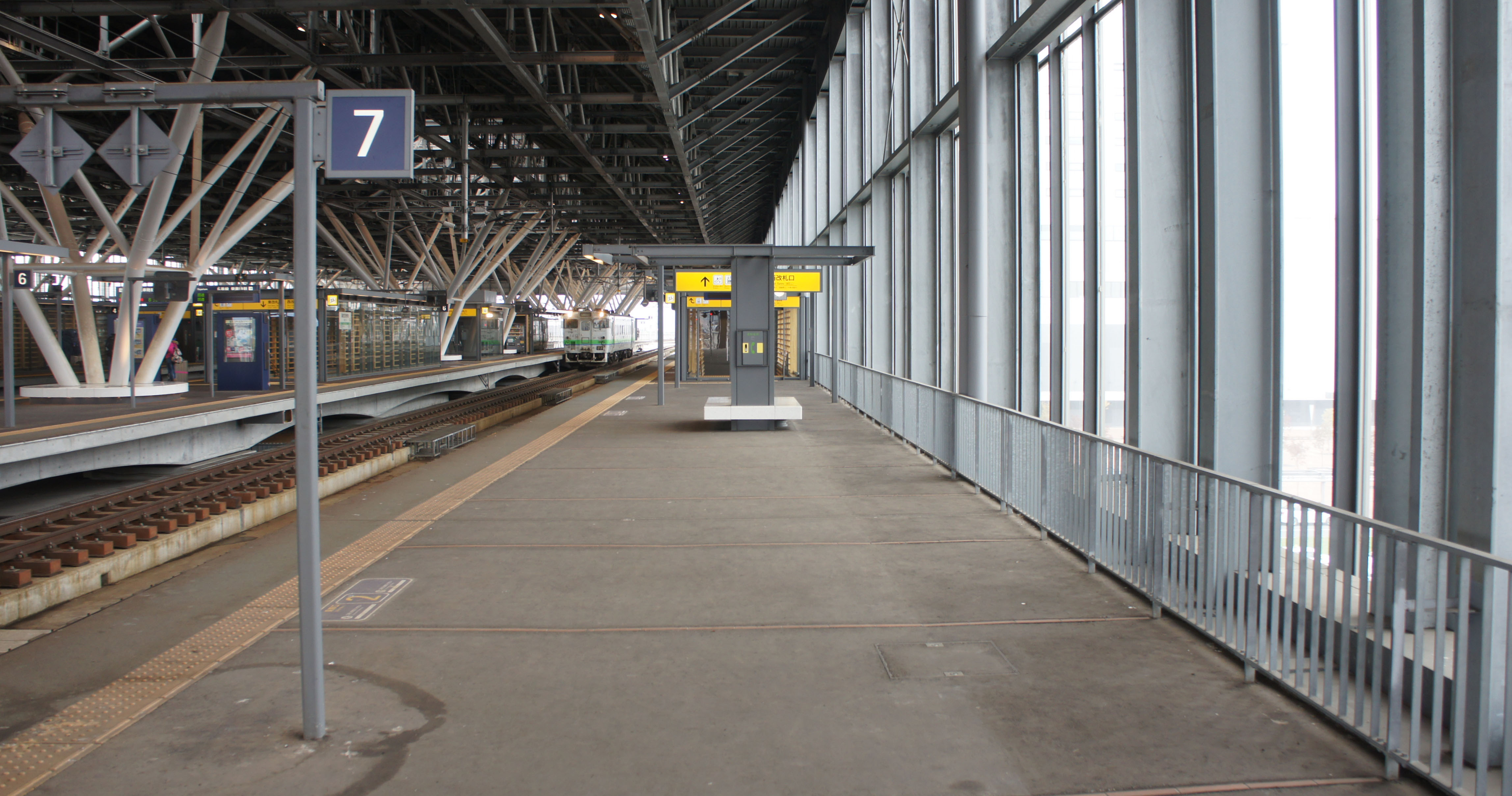
7番線ホーム

### 駅舎
1898年（明治31年）開業時から数えて4代目の駅舎であり、旭川市が進めている駅周辺再開発事業「北彩都あさひかわ整備事業」の一環として建設され、2010年（平成22年）10月10日に仮開業、2011年（平成23年）11月23日に全面開業した。「川のある駅」をコンセプトにしており、市内にいくつもの川が流れている旭川を象徴するデザインになっている。
改札は東改札口と西改札口があり、2階（乗りかえ階）には各ホームへつながるエスカレーター・エレベーターがある。
駅舎は平和通買物公園と緑橋通（北海道道20号旭川停車場線）の延長線上にあるコンコースを通じて駅舎の南北が結ばれている。木工産業が盛んな旭川市の中心駅にふさわしく内装には北海道産のタモ材が使用され、改札内の壁面「ピープル・ウォール」には「旭川に名前を刻むプロジェクト」によって集められた10,000人の名前がアルファベットで刻まれている。また、西コンコースには美唄市出身の彫刻家安田侃の作品「天秘」が設置されている。
社員配置駅、みどりの窓口、自動券売機、指定席券売機、話せる券売機、自動改札機（設置駅としては日本最北端）、パーク&トレイン設置駅。駅レンタカーあり。Kitacaは函館本線のみ利用可能で、宗谷本線・石北本線・富良野線では利用できない。
管理駅として、以下の駅を管理下に置いている。
- 函館本線　近文駅
- 宗谷本線　旭川四条駅、新旭川駅
- 石北本線　南永山駅 - 愛別駅間の各駅
- 富良野線　神楽岡駅 - 西聖和駅間の各駅

施設
- 駅弁売店＆立ち食い蕎麦屋（旭川駅立売商会）
- おみやげ屋（北海道四季彩館）、コンビニエンスストア（セブン-イレブン）、菓子店（The Sun蔵人）
- マッサージ店（てもみん）
- 駅レンタカー旭川営業所
- 旭川駅内郵便局
- 旭川観光物産情報センター[28]、食堂（駅ナカ食堂 なの花）
- 中原悌二郎記念旭川市彫刻美術館ステーションギャラリー[29]

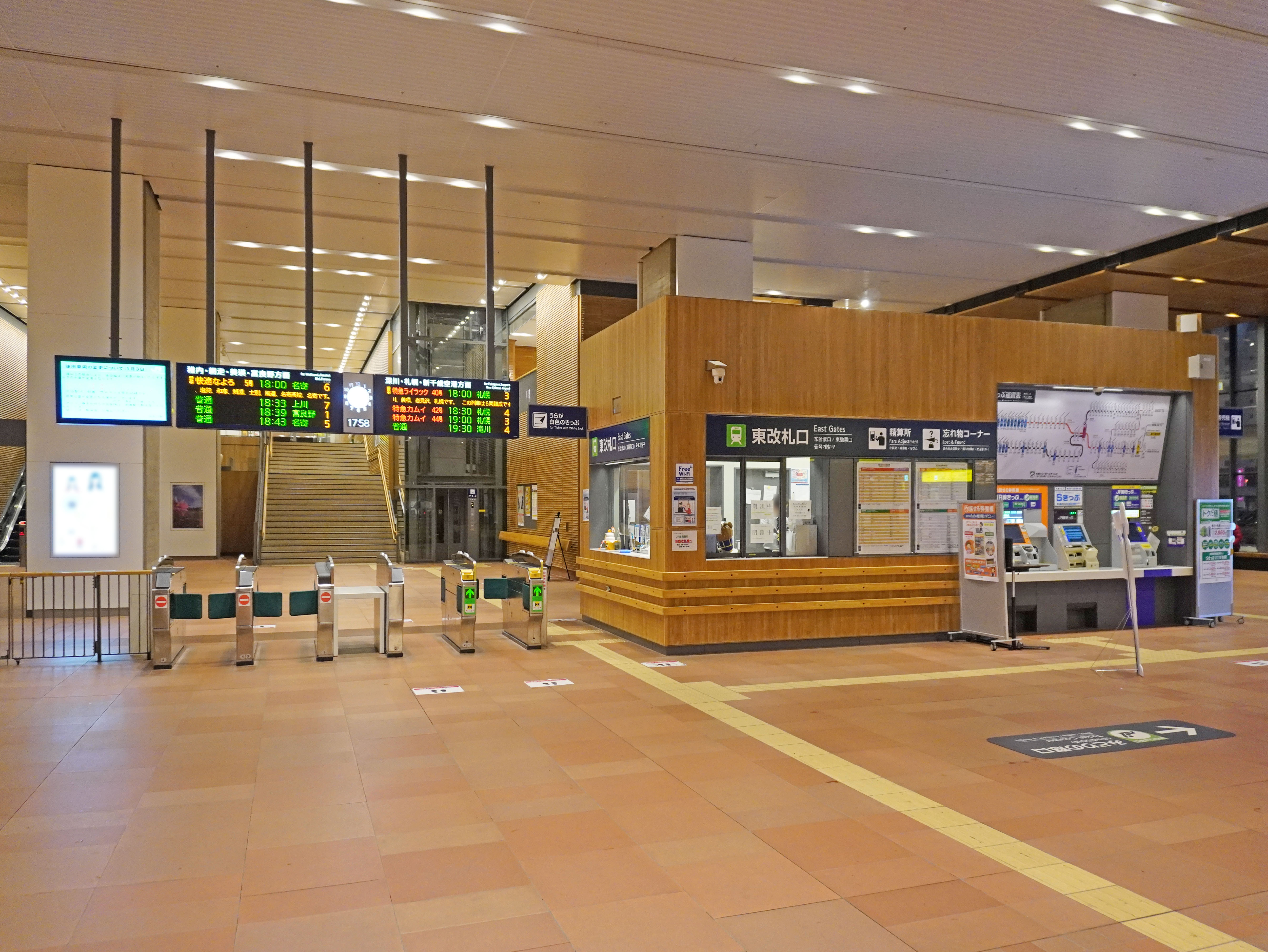
東改札口
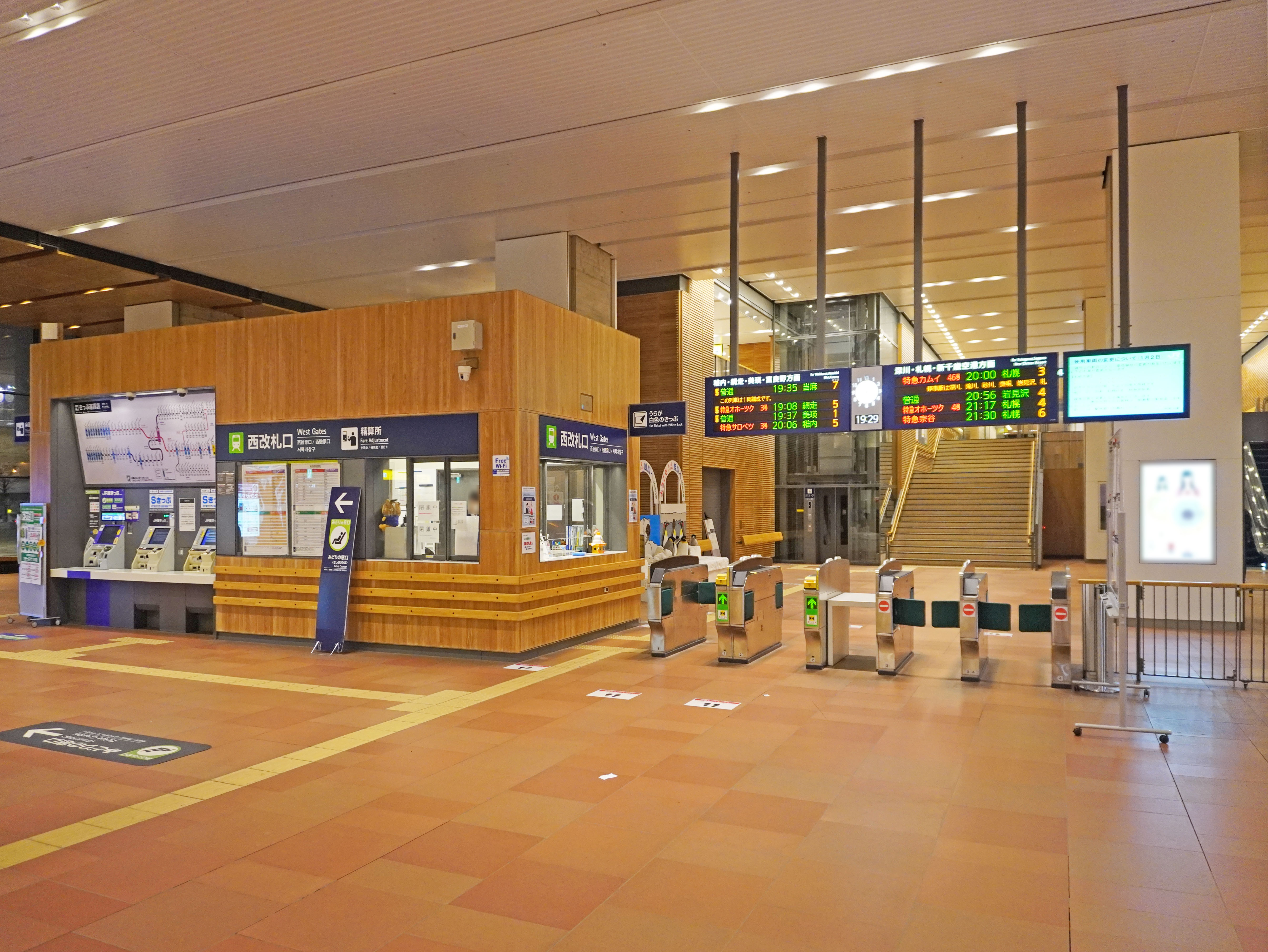
西改札口
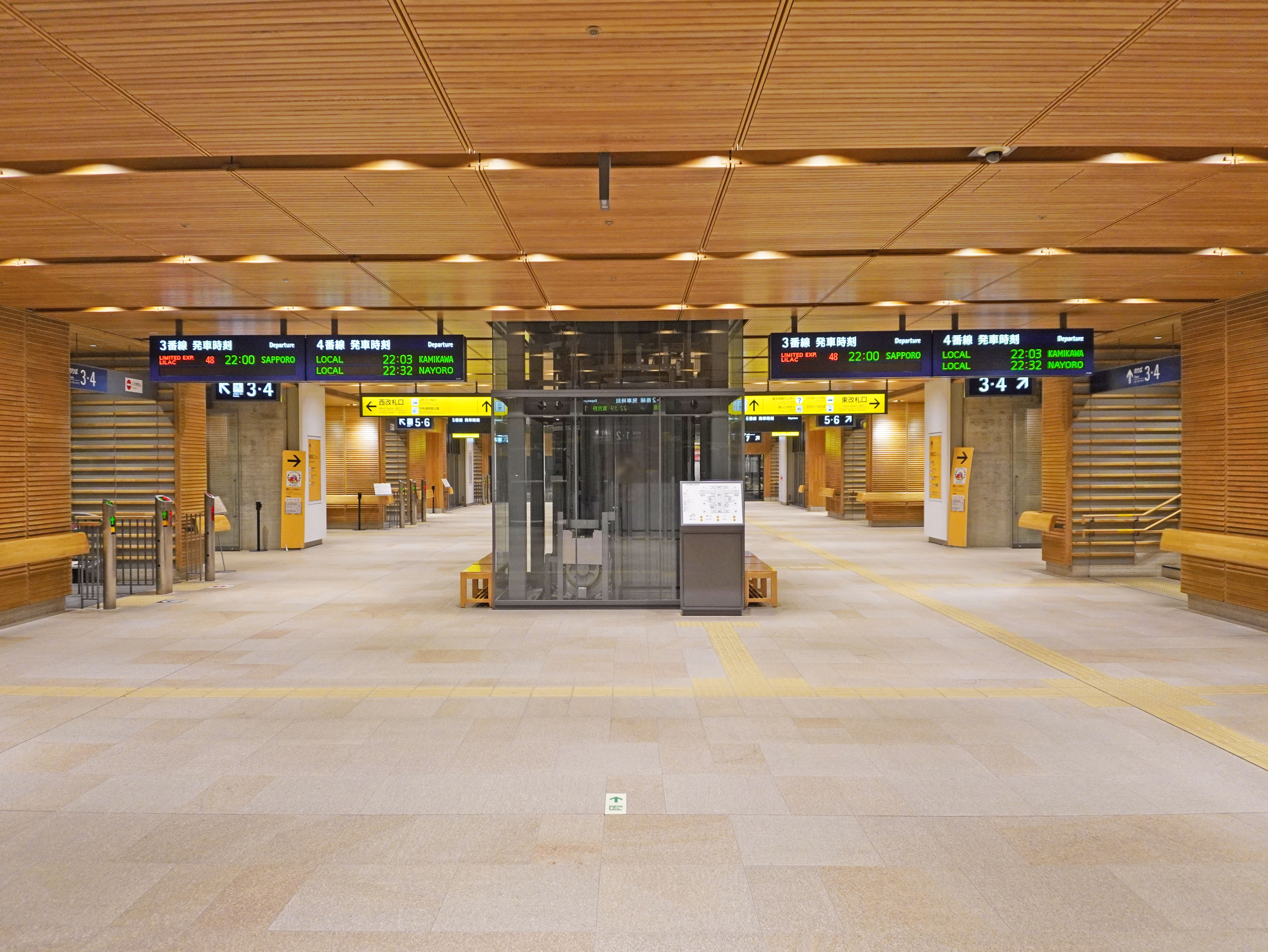
2階コンコース（乗り換え階）
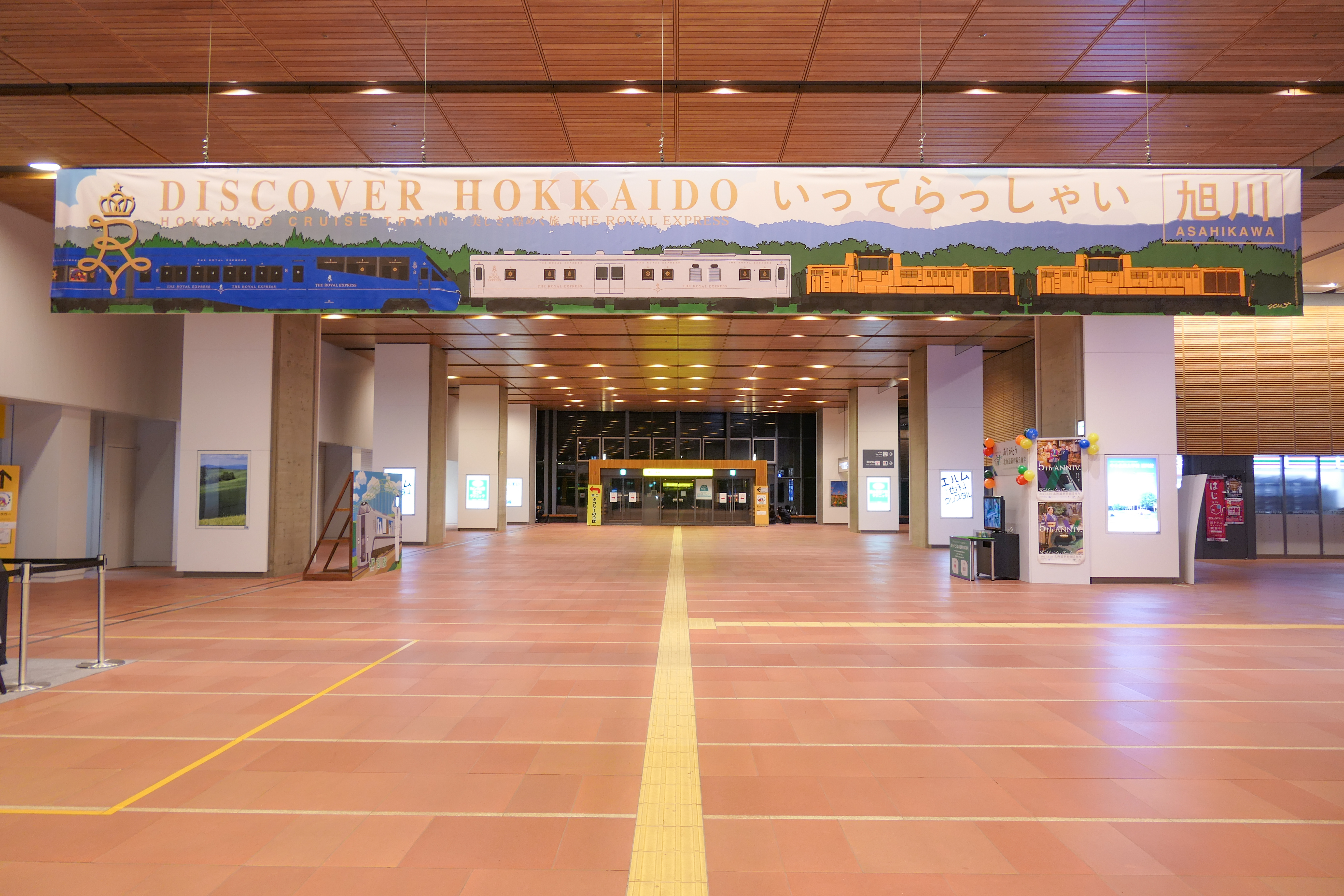
1階コンコース
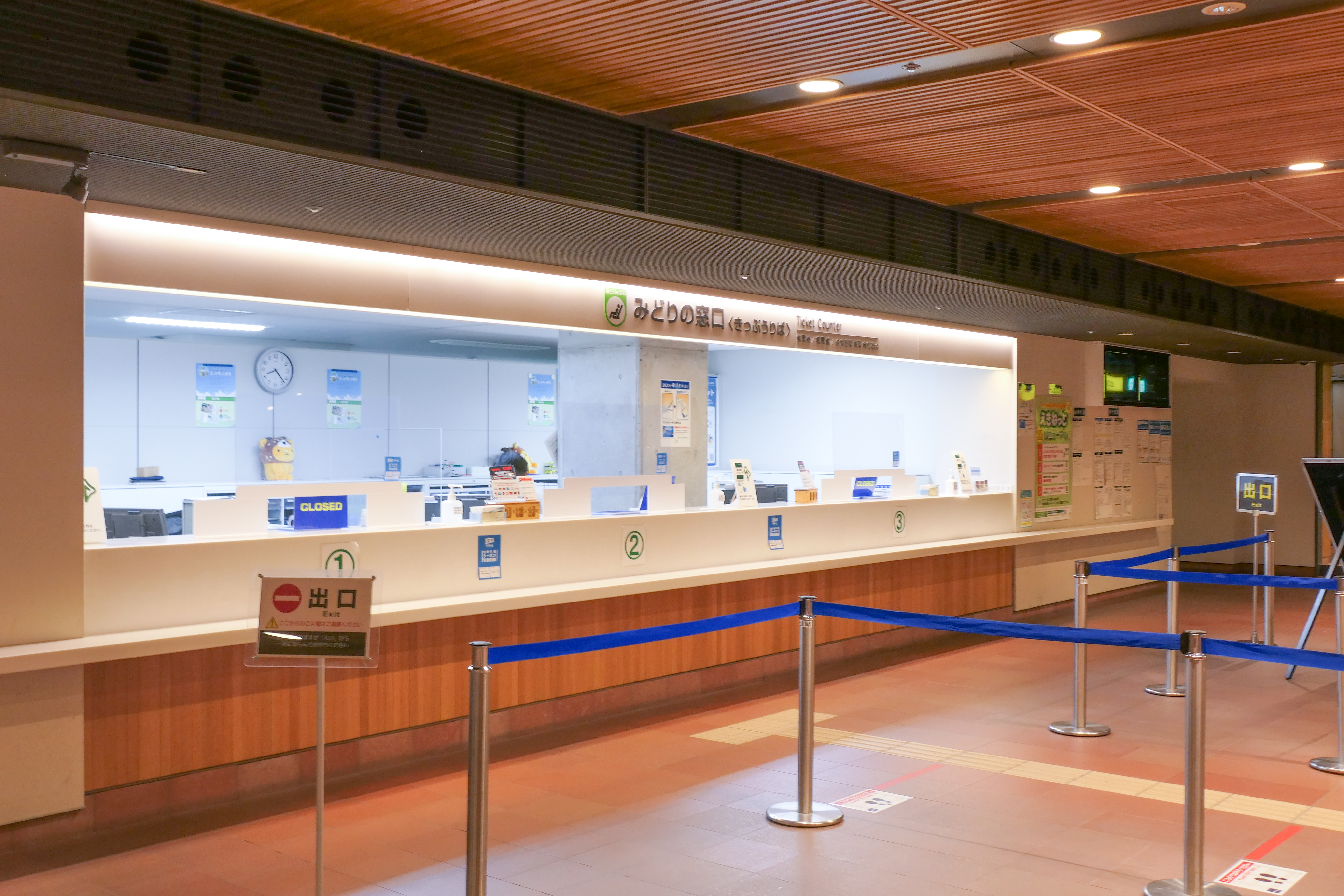
みどりの窓口
旭川駅内郵便局

#### 旧駅舎
3代目駅舎は4面7線のホームを持つ地上駅でありホームは北側から南側へ付番され、1番ホームは旧駅舎に直結する単式ホーム、他は島式ホームであった。各ホームは地下通路でつながっており、特急は1 - 3番ホームに発着していた。6・7番ホームは富良野線の列車専用で使われており、かつて5番ホームと6番ホームの間に貨物列車の仕分け線があった名残で、1 - 5番ホームからは100 mほど離れていた（なお、現駅舎はこの仕分け線跡地に建設されている）。このほか、1番ホームと2番ホームの間に貨物列車の待機線が2本あった。また、北海道内で2番目の民衆駅として地下階には旭川ステーションデパートがあり、地上階と地下階に改札口が設置されていた。1982年（昭和57年）10月に開業した旭川エスタ・旭川ターミナルホテルとも直結していた。2004年（平成16年）にステーションデパートが閉店すると地下改札口も閉鎖された。
1991年（平成3年）9月には北海道放送（HBC）旭川放送局が旧駅舎の東端に直結する局舎に移転。当時は駅舎1号館2階に一般視聴者向け施設として「HBCメディアプラザ AC'S」も開設していた。また1993年（平成5年）に放送を開始した、旭川市のコミュニティ放送旭川シティネットワーク（FMりべーる）も当初本社（演奏所）を駅舎内におき、送信所として局舎を利用していた。しかしFMりべーるは2006年（平成18年）に本社を3条通7丁目に移転（後に送信所も移転）。HBC旭川放送局も2010年（平成22年）に1条通8丁目へ再移転し、旧HBC局舎は同年末で解体が完了した。

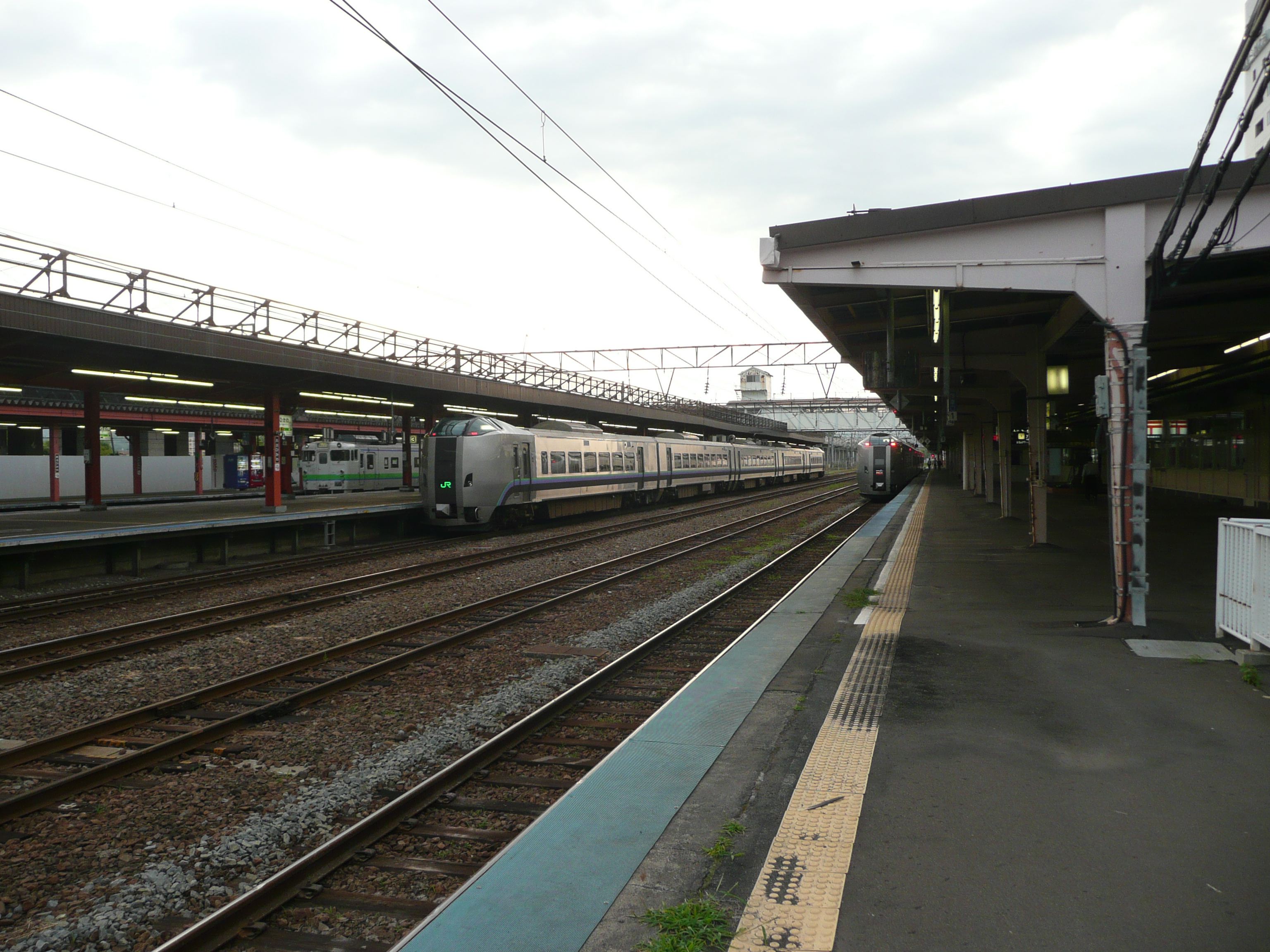
旧ホーム（2008年7月）
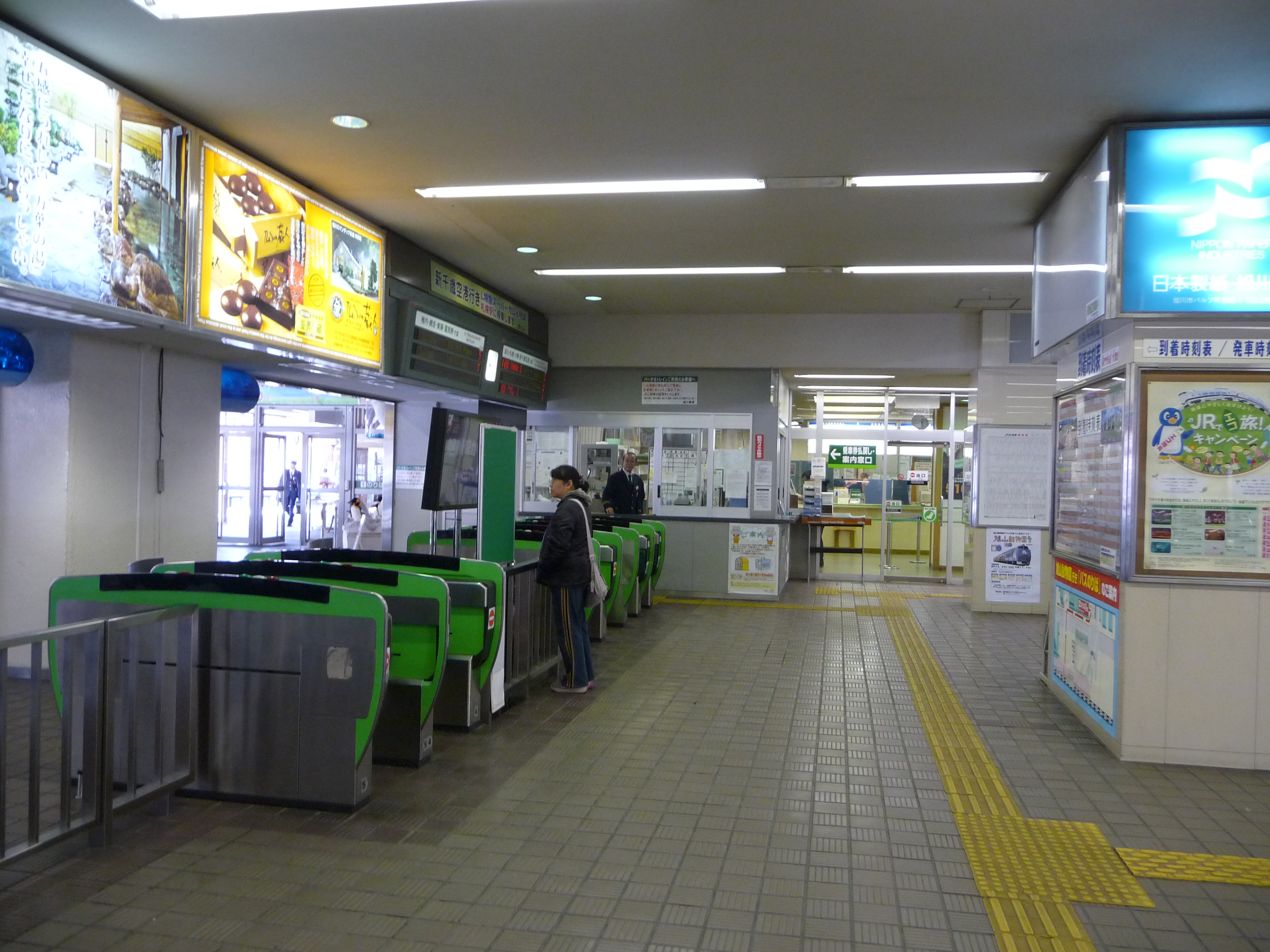
旧駅舎改札口（2009年3月）
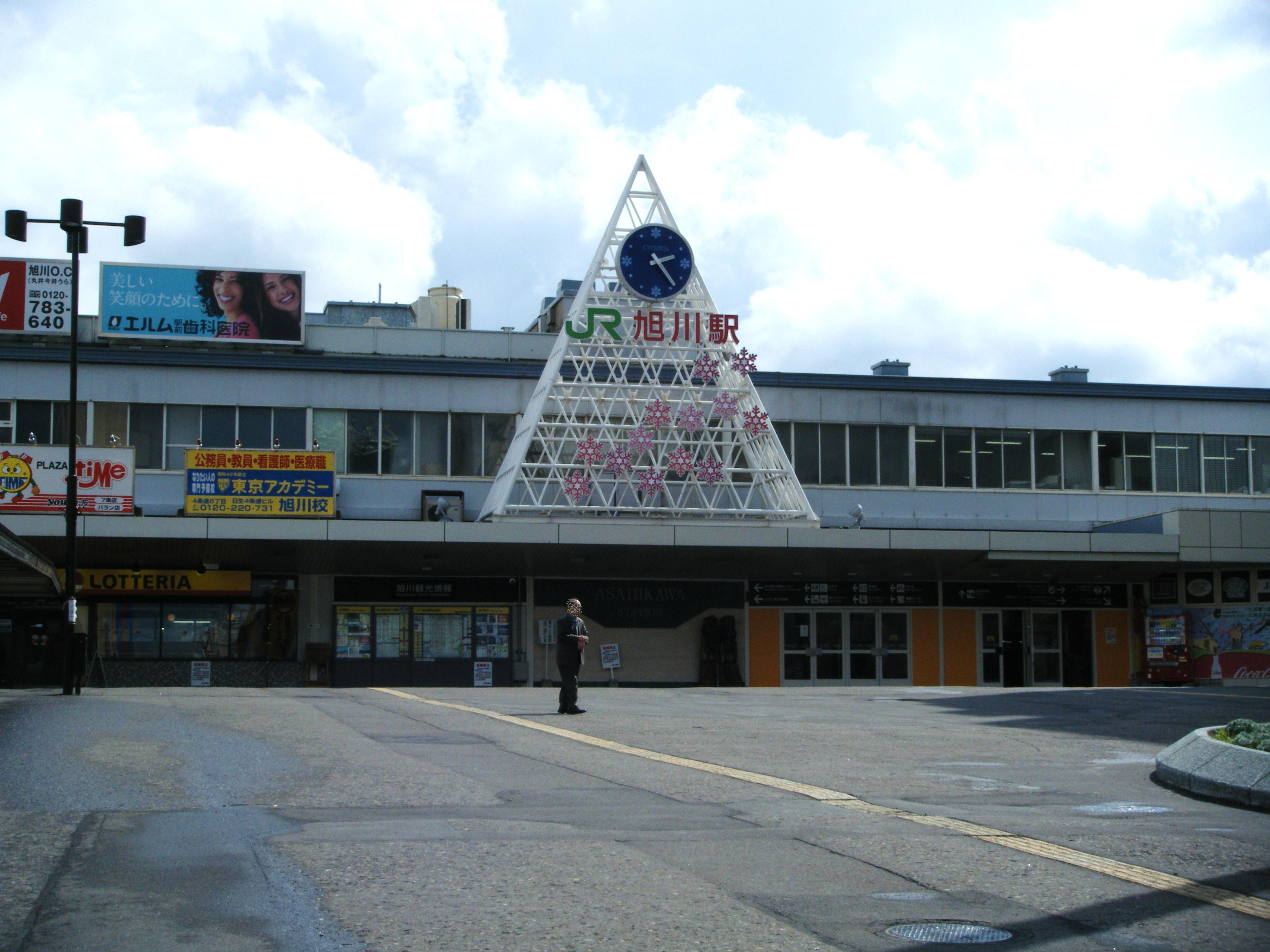
旧駅舎正面（2008年5月）
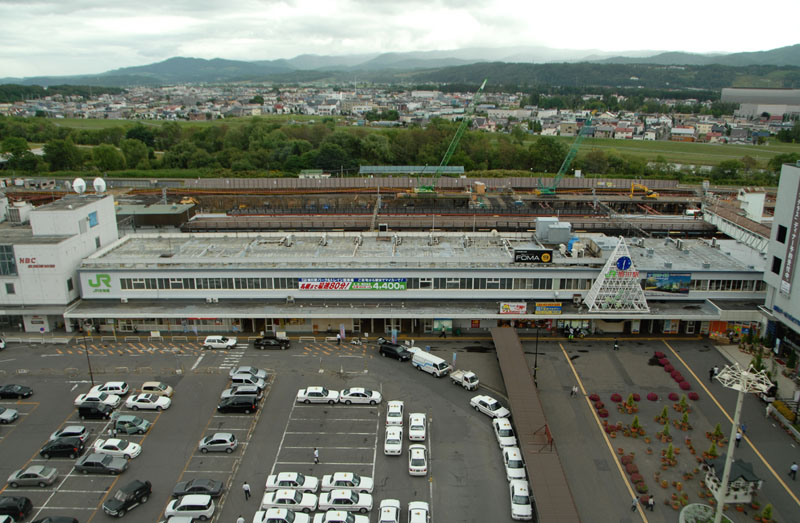
旧駅舎外観と建設中の現駅舎（2006年8月）

## 利用状況
乗車人員の推移は以下のとおり。年間の値のみ判明している年については、当該年度の日数で除した値を括弧書きで1日平均欄に示す。乗降人員のみが判明している場合は、1/2した値を括弧書きで記した。
また、「JR調査」については、当該の年度を最終年とする過去5年間の各調査日における平均である。
なお、「旭川市統計書」を出典とする値については2018年（平成30年）版からデータ提供元のJR北海道での集計方法が過去の値含めて変更になっているため、2018年版に掲載で最も古い値となる2011年（平成23年）度以降の値は新集計方法での値を用いる。
| 年度               | 乗車人員  | 乗車人員 | 乗車人員 | 出典               | 備考                            |
| 年度               | 年間      | 1日平均  | JR調査   | 出典               | 備考                            |
| ------------------ | --------- | -------- | -------- | ------------------ | ------------------------------- |
| 1992年（平成04年） |           | (8,163)  |          | [ 30 ]             | 一日平均乗降客数：16,326        |
| 2001年（平成13年） | 1,960,004 | (5,370)  |          | [ 31 ]             | うち、年間の普通旅客：1,387,637 |
| 2002年（平成14年） | 1,907,965 | (5,227)  |          | [ 32 ]             | うち、年間の普通旅客：1,365,746 |
| 2003年（平成15年） | 1,917,521 | (5,239)  |          | [ 32 ]             | うち、年間の普通旅客：1,379,951 |
| 2004年（平成16年） | 1,848,444 | (5,064)  |          | [ 32 ]             | うち、年間の普通旅客：1,346,654 |
| 2005年（平成17年） | 1,829,630 | (5,013)  |          | [ 32 ]             | うち、年間の普通旅客：1,318,175 |
| 2006年（平成18年） | 1,823,461 | (4,995)  |          | [ 32 ]             | うち、年間の普通旅客：1,308,204 |
| 2007年（平成19年） | 1,808,497 | (4,954)  |          | [ 32 ]             | うち、年間の普通旅客：1,285,801 |
| 2008年（平成20年） | 1,774,742 | (4,849)  |          | [ 32 ]             | うち、年間の普通旅客：1,246,950 |
| 2009年（平成21年） | 1,624,360 | (4,450)  |          | [ 33 ]             | うち、年間の普通旅客：1,102,080 |
| 2010年（平成22年） | 1,615,129 | (4,425)  |          | [ 33 ]             | うち、年間の普通旅客：1,071,622 |
| 2011年（平成23年） | 1,764,120 | (4,820)  |          | [ 34 ]             |                                 |
| 2012年（平成24年） | 1,775,360 | (4,864)  |          | [ 34 ]             |                                 |
| 2013年（平成25年） | 1,731,560 | (4,744)  |          | [ 34 ]             |                                 |
| 2014年（平成26年） | 1,616,950 | (4,430)  |          | [ 34 ]             |                                 |
| 2015年（平成27年） | 1,623,942 | (4,188)  |          | [ 34 ]             |                                 |
| 2016年（平成28年） | 1,926,835 | (5,279)  | 5,375.6  | [ 35 ] [ JR北 16 ] |                                 |
| 2017年（平成29年） | 1,946,545 | (5,333)  | 5,374.4  | [ 35 ] [ JR北 17 ] |                                 |
| 2018年（平成30年） | 1,896,540 | (5,196)  | 4,967.0  | [ 35 ] [ JR北 18 ] |                                 |
| 2019年（令和元年） | 1,769,155 | (4,847)  | 4,802.2  | [ 35 ] [ JR北 19 ] |                                 |
| 2020年（令和02年） | 1,030,030 | (2,822)  | 4,497.4  | [ 35 ] [ JR北 20 ] |                                 |
| 2021年（令和03年） |           |          | 4,105.2  | [ JR北 21 ]        |                                 |
| 2022年（令和04年） |           |          | 3,764.4  | [ JR北 22 ]        |                                 |
| 2023年（令和05年） |           |          | 3,712.4  | [ JR北 23 ]        |                                 |

## 駅弁
主な駅弁は下記の通り。
- こぼれいくら！えびちらし
- ホタテステーキ牛すき重
- いくら盛弁当
- 牛すき海鮮ちらし
- どっさり甘えび弁当
- うにいくらめし
- どっさりいくら弁当

## 駅周辺
「旭川市中心市街地活性化基本計画」の区域となっている。

### 北口
日本国内初の恒久的歩行者天国である平和通買物公園を中心に商業施設や金融機関、宿泊施設などが集積しており、道北随一の繁華街「3・6街」や「5・7小路ふらりーと」がある。常磐公園、旭川市民文化会館、旭川市役所への最寄口。
商業施設
- イオンモール旭川駅前（駅直結）[報道 2][JR北 7]
- ツルハビルディング
- Feeeal旭川
- A.s.h
- ツルハ旭川中央ビル
- OKUNO

金融機関
- 旭川信用金庫本店営業部
- 遠軽信用金庫旭川支店
- 稚内信用金庫旭川支店
- 北海道銀行旭川支店
- 北陸銀行旭川支店
- 秋田銀行旭川支店
- みずほ銀行旭川支店
- 北洋銀行旭川中央支店
- 北星信用金庫旭川支店
- 商工組合中央金庫旭川支店
- 北空知信用金庫旭川支店
- 北海道労働金庫旭川支店

宿泊施設

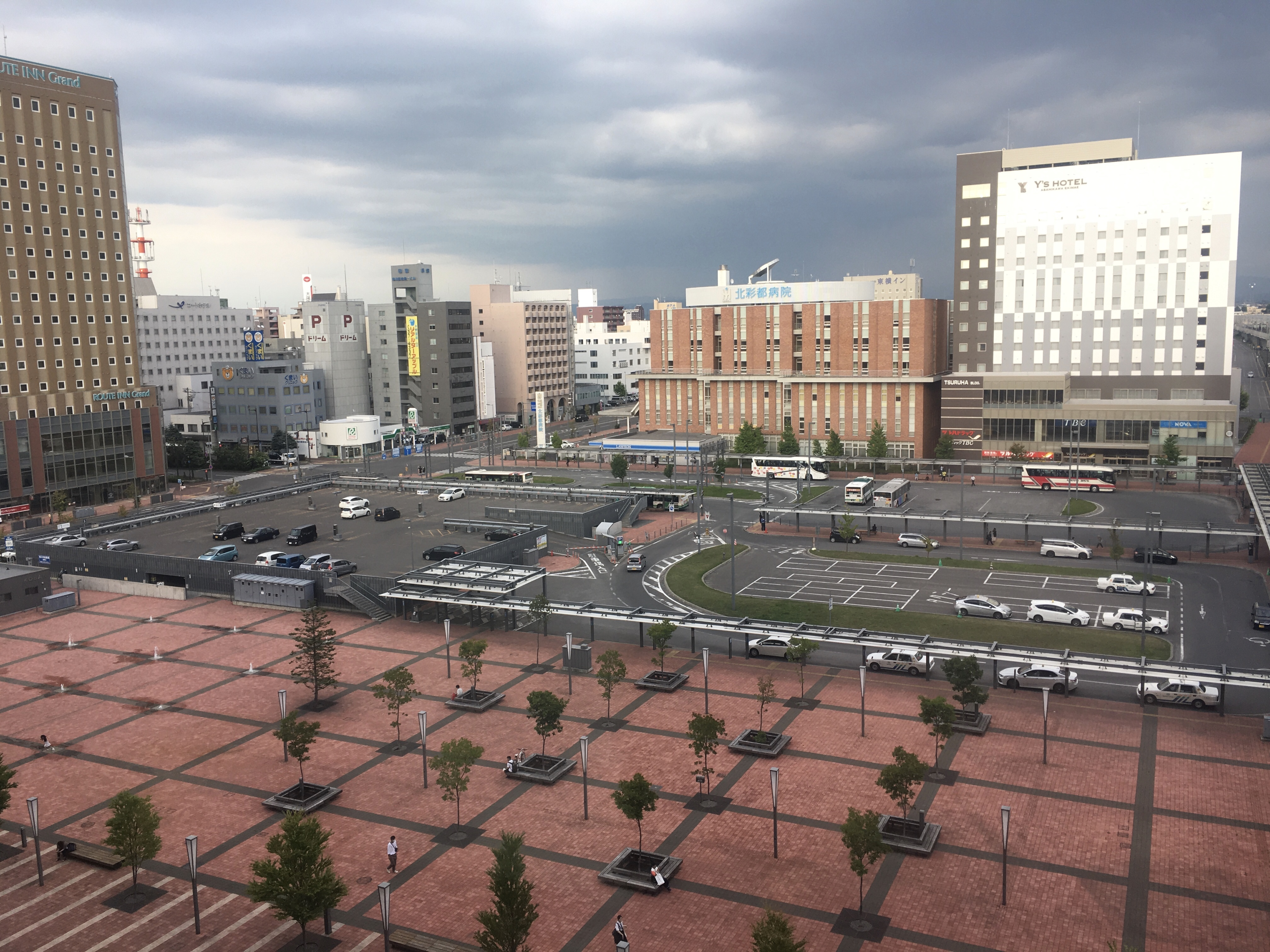
北口駅前広場
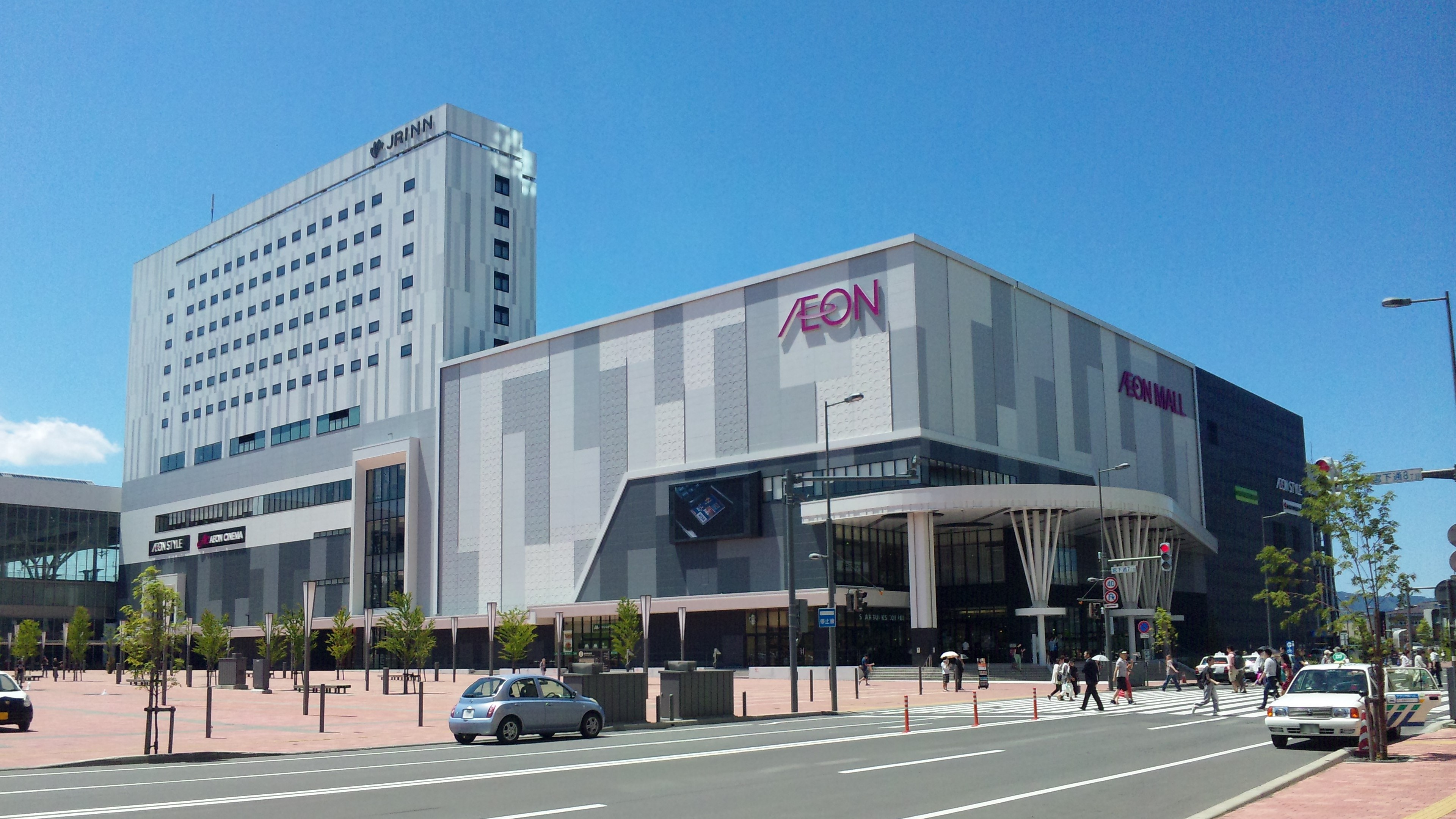
JRイン旭川（駅直結）[JR北 7][JR北 8]
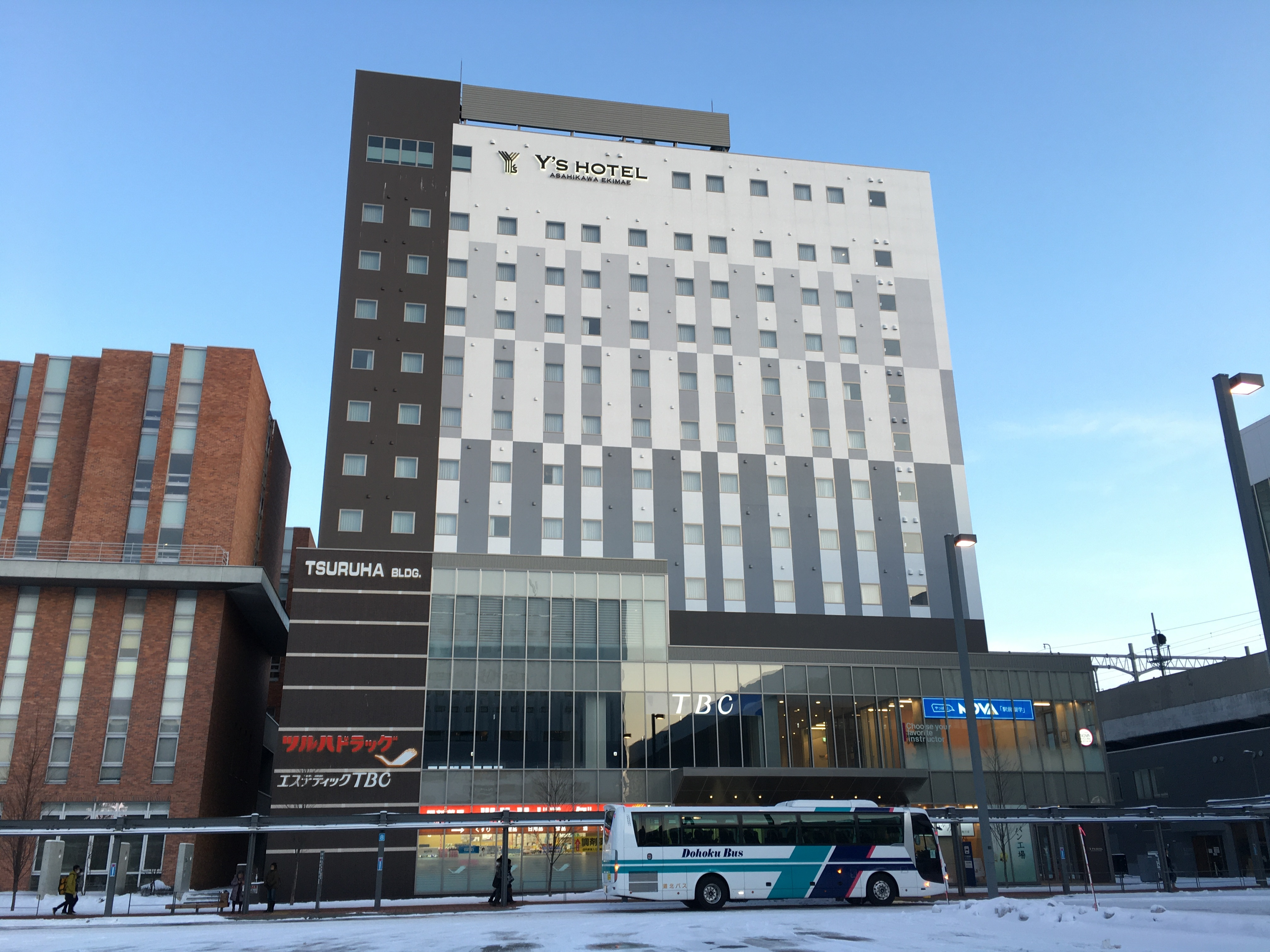
ワイズホテル旭川駅前（ツルハビルディング内）
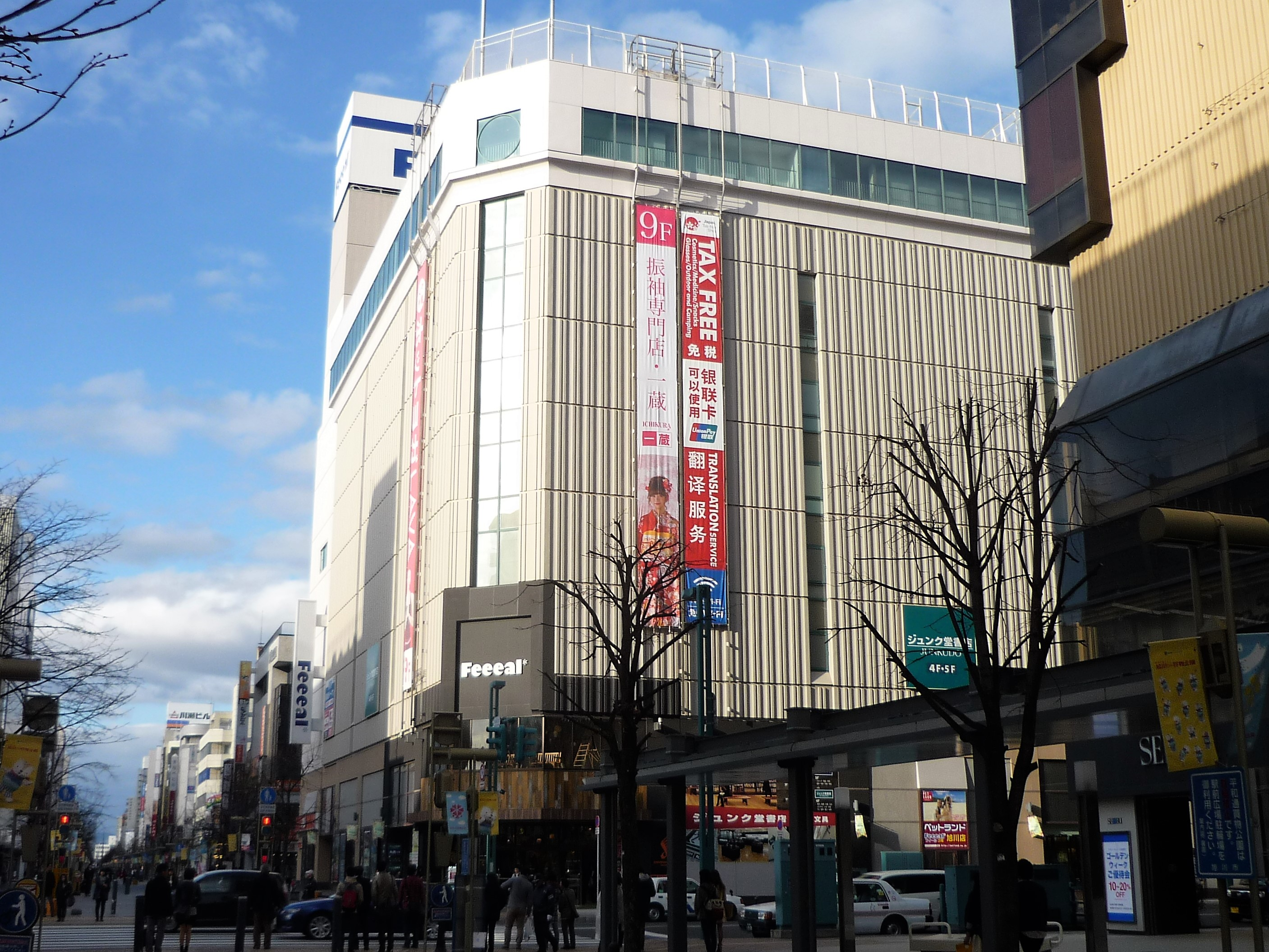
Feeeal旭川

- ホテルルートインGrand旭川駅前
- ホテルウイングインターナショナル旭川駅前
- ホテルルートイン旭川駅前一条通
- Tabist旭川ステーションホテル（旧スマイルホテル旭川）[39]
- プレミアホテル-CABIN-旭川
- コートホテル旭川（コート・ホテルズ・アンド・リゾーツ）
- ホテルWBFグランデ旭川
- 東横イン旭川駅前一条通
- 東横イン旭川駅東口
- ホテルメイツ旭川
- スーパーホテル旭川
- 旭川サンホテル
- 旭川ビジネスホテル
- ホテルカンダ
- 旭川プラザホテル
- くれたけイン旭川
- ホテルクレッセント旭川
- OMO7 旭川
- ドーミーイン旭川
- 旭川トーヨーホテル
- アートホテル旭川
- ホテルリベルテ旭川
- ホテルアマネク旭川

その他
- 北彩都病院
- 旭川中央警察署駅前交番
- 北海道旅客鉄道旭川支社
- 真宗大谷派旭川別院
- 日本年金機構旭川年金事務所
- 旭川赤十字病院
- NHK旭川放送局
- 旭川中央郵便局
- 北海道旭川方面旭川中央警察署
- 旭川市消防本部
- 霊波之光旭川礼拝所

- 北口駅前広場
- イオンモール旭川駅前
- ツルハビルディング
- Feeeal旭川

### 南口
昭和60年代に旭川市中心部の南側に位置する神楽地区に新たな都市機能（旭川大雪アリーナ、道北地域旭川地場産業振興センター（道の駅あさひかわ）、旭川市大雪クリスタルホール）を整備した。その中で、国鉄分割民営化により新たに土地利用転換が可能な土地が生まれることになり、連続立体交差事業や土地区画整理事業、河川空間整備事業などを一体的に推進することで忠別川で分断されていた都心部と神楽地区の連続化を計るため「北彩都あさひかわ整備事業」による再開発を行い、2014年（平成26年）に完成記念事業を開催した。
- あさひかわ北彩都ガーデン
- 宮前公園
- コーチャンフォー旭川店
- コメリパワー旭川宮前店
- 旭川市障害者福祉センターおぴった
- 旭川合同庁舎
- 旭川市市民活動交流センター (CoCoDe)
- 旭川市科学館 サイパル
- 神楽岡公園
- 北海道開発局旭川開発建設部旭川道路事務所
- 北海道森林管理局旭川事務所・上川中部森林管理署
- 旭川市神楽市民交流センター
- 道北地域旭川地場産業振興センター（道の駅あさひかわ）
- 旭川市大雪クリスタルホール
- 旭川大雪アリーナ（道北アークス大雪アリーナ）
- 森山病院
- スターバックスコーヒー旭川北彩都店

## バス路線
駅周辺にバス停とバス事業者窓口が分散して設置されていたが、北口東側に「旭川駅前バスタッチ」を整備。順次移転が行われ、2018年（平成30年）6月21日の北海道中央バス旭川ターミナル廃止・バスタッチ内移転をもって概ね現在の形となった。バス事業者窓口は7番のりば前のTsuruha Bldg.（ツルハビル）旭川駅前内に2社が設置し他社業務受託を含めて集約された。
主な行先として、旭山動物園行は駅舎からもっとも近い6番のりば、都市間バス札幌行は7番のりば、その他都市間バスと中距離路線は8・9番のりば、旭川空港行と新千歳空港行は9番のりばとなる。宮下通と一条通の路上バス停も引き続き使用される。
路線詳細などは事業者記事や公式サイトを参照されたい。
- 旭川電気軌道 - バス総合案内所を設置。市内・近郊路線、旭山動物園行、旭川空港行、新千歳空港行を運行。以下の事業者は共同運行または乗車券発売等を受託
  - ふらのバス、北都交通
- 道北バス - 旭川駅前営業所を設置。市内・近郊・中距離路線、札幌行など都市間バス各路線を運行。以下の事業者は共同運行または乗車券発売等を受託
  - 北海道中央バス（旭川営業所）、空知中央バス、沿岸バス、宗谷バス、ジェイ・アール北海道バス、北海道北見バス、阿寒バス、十勝バス、北海道拓殖バス

## 旭川操車場
1898年（明治31年）の旭川駅開業から1986年（昭和61年）の貨物取扱廃止まで旭川機関区および現在のDCM宮前店付近に貨物取扱専用の操車場が広がっており、主に有蓋貨車・タンク車等による貨物輸送が行われていた。主な取扱に関しては、旭川に向けて石炭等の輸送や周辺地域で栽培されていた農産物等であり、1968年（昭和43年）10月の宗谷本線北旭川駅開業までの間は道北最大の貨物取扱量となっていた。
電化開業後は、札幌貨物ターミナル - 岩見沢 - 旭川間の貨物列車は電気機関車によって牽引されるようになり、隣接する旭川機関区から操車場にかけて架線が張られていた。現在、1898年(明治31年)に建設された旭川市市民活動交流センター（愛称：CoCoDe)が唯一の鉄道遺構として残っており、国の登録有形文化財に登録されている。現存する旧国鉄工場施設としては国内で最も古い建物の一つであると言われている。

## 新幹線乗り入れ計画
2003年（平成15年）の「第6次旭川市総合計画後期実施計画・第4章」では、上野からの寝台特急「北斗星」（2015年〈平成27年〉8月廃止）の旭川乗り入れと、基本計画線となっている北海道新幹線（札幌 - 旭川間）の整備計画組み入れへの促進を図るとしている。ただし「札幌駅の新幹線ホームの構造上、旭川駅までの延伸は事実上困難ではないか」として、地元メディアでは「旭川延伸は単なるファンタジー」という声も挙がっている。

## 隣の駅
北海道旅客鉄道（JR北海道）
■函館本線
■普通
近文駅 (A27) - 旭川駅 (A28)
■■宗谷本線・石北本線
■普通
旭川駅 (A28) - 旭川四条駅 (A29)
■富良野線
旭川駅 (A28) - 神楽岡駅 (F29)